# Забаринский, Пётр Ахиллесович
Пётр Ахилле́сович (Ахи́ллович) Забари́нский (Забори́нский) (1857, Полтава — 1915) — русский учёный энтомолог, агроном и животновод.
Родился в Полтаве, в семье государственного и общественного деятеля, начальника штаба по морскому и сухопутному ведомству при генерал-губернаторе Восточной Сибири Ахиллеса Ивановича Забаринского и Ольги Александровны Ротчевой (1838—1914), дочери последнего коменданта Форта-Росс Александра Гавриловича Ротчева. В семье воспитывалось четверо детей, старший родной брат Петра — Павел, и двое детей от первого брака Ахиллеса Ивановича: Александр (1850—1872) и Мария.
Окончил Полтавскую гимназию, затем — естественное отделение Императорского Новороссийского университета.
Забаринский активно участвовал в трудах Одесской энтомологической комиссии, составил несколько отчётов о деятельности комиссии в Бессарабской, Екатеринославской, Полтавской, Таврической и Херсонской губерниях. В Харьковской губернии изучал посевы на опытных полях и животноводство. Был членом Императорского общества сельского хозяйства Южной России. С 1888 по 1896 год — редактор журнала «Записки Императорского общества сельского хозяйства Южной России».
Семья:
- Жена — Александра Андреевна Варфоломеева
- Дети:
  - Александр (умер в 1941 году)
  - Петр (1904 −1939)
  - Павел Петрович Забаринский(25.02.1906—24.06.1988),доктор геолого-минералогических наук, похоронен в г.Грозный
  - Георгий (1907—1986)

## Сочинения
- Мозельское виноделие / [П. Забаринский]. — [Одесса] : тип. Л. Нитче, ценз. 1888. — 36 с.;
- О корне культурного виноградного куста / [П. Забаринский]. — Одесса : тип. Л. Нитче, ценз. 1889. — 15 с.;
- Энтомологические исследования и экскурсии, произведенные в Бессарабской, Екатеринославской, Полтавской, Таврической и Херсонской [и др.] губерниях в 1887 г. — 1894 г. : Отчет обл. энтомолога П. А. Забаринского. 1-. — Одесса : «Славян. тип.» Н. Хрисогелос, 1887—1893. — 24. — (Труды Одесской энтомологической комиссии).

Предварительный отчет по Криковскому полевому опыту борьбы с сусликами бактериями куриной холеры. — 1890. — 29 с.
- К вопросу о предохранительных прививках сибирской язвы : [Сборник]. — [Одесса] : тип. Л. Нитче, ценз. 1889. — 14 с.;
- Энтомологические исследования и экскурсии, произведенные в Бессарабской, Екатеринославской, Полтавской, Таврической и Херсонской [и др.] губерниях в 1887 г. — 1894 г. : Отчет обл. энтомолога П. А. Забаринского. 1-. — Одесса : «Славян. тип.» Н. Хрисогелос, 1887—1893. — 24. — (Труды Одесской энтомологической комиссии).

Одесский уезд. — 1887. — 15 с.
- Энтомологические исследования и экскурсии, произведенные в Бессарабской, Екатеринославской, Полтавской, Таврической и Херсонской [и др.] губерниях в 1887 г. — 1894 г. : Отчет обл. энтомолога П. А. Забаринского. 1-. — Одесса : «Славян. тип.» Н. Хрисогелос, 1887—1893. — 24. — (Труды Одесской энтомологической комиссии).

Бессарабская губерния. — 1887. — 10 с.
- Энтомологические исследования и экскурсии, произведенные в Бессарабской, Екатеринославской, Полтавской, Таврической и Херсонской [и др.] губерниях в 1887 г. — 1894 г. : Отчет обл. энтомолога П. А. Забаринского. 1-. — Одесса : «Славян. тип.» Н. Хрисогелос, 1887—1893. — 24. — (Труды Одесской энтомологической комиссии).

Суслики. — 1888. — 29 с.
- Энтомологические исследования и экскурсии, произведенные в Бессарабской, Екатеринославской, Полтавской, Таврической и Херсонской [и др.] губерниях в 1887 г. — 1894 г. : Отчет обл. энтомолога П. А. Забаринского. 1-. — Одесса : «Славян. тип.» Н. Хрисогелос, 1887—1893. — 24. — (Труды Одесской энтомологической комиссии).

Днепровский уезд. — Одесса : тип. Л. Нитче, 1888. — 9 с.;
- Энтомологические исследования и экскурсии, произведенные в Бессарабской, Екатеринославской, Полтавской, Таврической и Херсонской [и др.] губерниях в 1887 г. — 1894 г. : Отчет обл. энтомолога П. А. Забаринского. 1-. — Одесса : «Славян. тип.» Н. Хрисогелос, 1887—1893. — 24. — (Труды Одесской энтомологической комиссии).

Хлебный жук. — 1888. — 11-38 с.
- Энтомологические исследования и экскурсии, произведенные в Бессарабской, Екатеринославской, Полтавской, Таврической и Херсонской [и др.] губерниях в 1887 г. — 1894 г. : Отчет обл. энтомолога П. А. Забаринского. 1-. — Одесса : «Славян. тип.» Н. Хрисогелос, 1887—1893. — 24. — (Труды Одесской энтомологической комиссии).

Феодосийский уезд. — 1888. — 29 с.
- Энтомологические исследования и экскурсии, произведенные в Бессарабской, Екатеринославской, Полтавской, Таврической и Херсонской [и др.] губерниях в 1887 г. — 1894 г. : Отчет обл. энтомолога П. А. Забаринского. 1-. — Одесса : «Славян. тип.» Н. Хрисогелос, 1887—1893. — 24. — (Труды Одесской энтомологической комиссии).

Болезни хлебных растений. — 1888. — 34 с., 6 л. цв. ил.
- Энтомологические исследования и экскурсии, произведенные в Бессарабской, Екатеринославской, Полтавской, Таврической и Херсонской [и др.] губерниях в 1887 г. — 1894 г. : Отчет обл. энтомолога П. А. Забаринского. 1-. — Одесса : «Славян. тип.» Н. Хрисогелос, 1887—1893. — 24. — (Труды Одесской энтомологической комиссии).

Доклад IX Областному съезду областного энтомолога П. А. Забаринского. Меры борьбы против Гессенского комарика. — 1889. — 16 с., 2 л. табл.
- Энтомологические исследования и экскурсии, произведенные в Бессарабской, Екатеринославской, Полтавской, Таврической и Херсонской [и др.] губерниях в 1887 г. — 1894 г. : Отчет обл. энтомолога П. А. Забаринского. 1-. — Одесса : «Славян. тип.» Н. Хрисогелос, 1887—1893. — 24. — (Труды Одесской энтомологической комиссии).

О некоторых насекомых, повреждающих зерно различных хлебных растений в амбарах, запасных магазинах и т. д. — 1889. — 16 с.
- Энтомологические исследования и экскурсии, произведенные в Бессарабской, Екатеринославской, Полтавской, Таврической и Херсонской [и др.] губерниях в 1887 г. — 1894 г. : Отчет обл. энтомолога П. А. Забаринского. 1-. — Одесса : «Славян. тип.» Н. Хрисогелос, 1887—1893. — 24. — (Труды Одесской энтомологической комиссии).

Куф (Oidium Tuckeri) в Судакской долине и результаты борьбы с ним. — 1889. — 22 с., 1 л. ил.
- Энтомологические исследования и экскурсии, произведенные в Бессарабской, Екатеринославской, Полтавской, Таврической и Херсонской [и др.] губерниях в 1887 г. — 1894 г. : Отчет обл. энтомолога П. А. Забаринского. 1-. — Одесса : «Славян. тип.» Н. Хрисогелос, 1887—1893. — 24. — (Труды Одесской энтомологической комиссии).

Опыты борьбы с гессенским комариком (Cecidomyia destructor Say) в Феодосийском уезде. — 1889. — 15 с.
- Энтомологические исследования и экскурсии, произведенные в Бессарабской, Екатеринославской, Полтавской, Таврической и Херсонской [и др.] губерниях в 1887 г. — 1894 г. : Отчет обл. энтомолога П. А. Забаринского. 1-. — Одесса : «Славян. тип.» Н. Хрисогелос, 1887—1893. — 24. — (Труды Одесской энтомологической комиссии).

Результаты борьбы с гессенским комариком в Феодосийском уезде, сказавшиеся осенью 1889 года. — 1889. — 15 с.
- Энтомологические исследования и экскурсии, произведенные в Бессарабской, Екатеринославской, Полтавской, Таврической и Херсонской [и др.] губерниях в 1887 г. — 1894 г. : Отчет обл. энтомолога П. А. Забаринского. 1-. — Одесса : «Славян. тип.» Н. Хрисогелос, 1887—1893. — 24. — (Труды Одесской энтомологической комиссии).

Предварительный отчет по полевому опыту борьбы с сусликами бактериями куриной холеры. — 1890. — 12 с.
- Энтомологические исследования и экскурсии, произведенные в Бессарабской, Екатеринославской, Полтавской, Таврической и Херсонской [и др.] губерниях в 1887 г. — 1894 г. : Отчет обл. энтомолога П. А. Забаринского. 1-. — Одесса : «Славян. тип.» Н. Хрисогелос, 1887—1893. — 24. — (Труды Одесской энтомологической комиссии).

Гессенский комарик в Одесском уезде в 1891 г. — 1891. — 39 с., 1 л. карт.
- Энтомологические исследования и экскурсии, произведенные в Бессарабской, Екатеринославской, Полтавской, Таврической и Херсонской [и др.] губерниях в 1887 г. — 1894 г. : Отчет обл. энтомолога П. А. Забаринского. 1-. — Одесса : «Славян. тип.» Н. Хрисогелос, 1887—1893. — 24. — (Труды Одесской энтомологической комиссии).

Гессенский комарик в Бендерском уезде в 1891 г. — 1891. — 21 с., 1 л. карт.
- Энтомологические исследования и экскурсии, произведенные в Бессарабской, Екатеринославской, Полтавской, Таврической и Херсонской [и др.] губерниях в 1887 г. — 1894 г. : Отчет обл. энтомолога П. А. Забаринского. 1-. — Одесса : «Славян. тип.» Н. Хрисогелос, 1887—1893. — 24. — (Труды Одесской энтомологической комиссии).

Гессенский комарик в Кишиневском, Оргеевском и Сорокском уездах в 1891 г. — 1891. — 10 с.
- Энтомологические исследования и экскурсии, произведенные в Бессарабской, Екатеринославской, Полтавской, Таврической и Херсонской [и др.] губерниях в 1887 г. — 1894 г. : Отчет обл. энтомолога П. А. Забаринского. 1-. — Одесса : «Славян. тип.» Н. Хрисогелос, 1887—1893. — 24. — (Труды Одесской энтомологической комиссии).

Гессенский комарик в Аккерманском уезде осенью 1890 г. и весной 1891 г. — 1891. — 27 с., 1 л. карт.
- Энтомологические исследования и экскурсии, произведенные в Бессарабской, Екатеринославской, Полтавской, Таврической и Херсонской [и др.] губерниях в 1887 г. — 1894 г. : Отчет обл. энтомолога П. А. Забаринского. 1-. — Одесса : «Славян. тип.» Н. Хрисогелос, 1887—1893. — 24. — (Труды Одесской энтомологической комиссии).

Отчет по полевым опытам борьбы с сусликами бактериями куриной холеры, произведенным в 1891 г. — 1891. — 16 с.
- Энтомологические исследования и экскурсии, произведенные в Бессарабской, Екатеринославской, Полтавской, Таврической и Херсонской [и др.] губерниях в 1887 г. — 1894 г. : Отчет обл. энтомолога П. А. Забаринского. 1-. — Одесса : «Славян. тип.» Н. Хрисогелос, 1887—1893. — 24. — (Труды Одесской энтомологической комиссии).

О некоторых вредных насекомых 1891 г. — ценз. 1892. — 12 с.
- Энтомологические исследования и экскурсии, произведенные в Бессарабской, Екатеринославской, Полтавской, Таврической и Херсонской [и др.] губерниях в 1887 г. — 1894 г. : Отчет обл. энтомолога П. А. Забаринского. 1-. — Одесса : «Славян. тип.» Н. Хрисогелос, 1887—1893. — 24. — (Труды Одесской энтомологической комиссии).

Распределение гессенского комарика на юге России. — 1892. — 44 с.
- Энтомологические исследования и экскурсии, произведенные в Бессарабской, Екатеринославской, Полтавской, Таврической и Херсонской [и др.] губерниях в 1887 г. — 1894 г. : Отчет обл. энтомолога П. А. Забаринского. 1-. — Одесса : «Славян. тип.» Н. Хрисогелос, 1887—1893. — 24. — (Труды Одесской энтомологической комиссии).

Отчет председателя Одесской энтомологической комиссии за 1893 г. — 1893. — [4], 24 с.
- Энтомологические исследования и экскурсии, произведенные в Бессарабской, Екатеринославской, Полтавской, Таврической и Херсонской [и др.] губерниях в 1887 г. — 1894 г. : Отчет обл. энтомолога П. А. Забаринского. 1-. — Одесса : «Славян. тип.» Н. Хрисогелос, 1887—1893. — 24. — (Труды Одесской энтомологической комиссии).

Отчет об истреблении сусликов бактериями куриной холеры в 1892 г. — 1887—1893.
- Энтомологические исследования и экскурсии, произведенные в Бессарабской, Екатеринославской, Полтавской, Таврической и Херсонской [и др.] губерниях в 1887 г. — 1894 г. : Отчет обл. энтомолога П. А. Забаринского. 1-. — Одесса : «Славян. тип.» Н. Хрисогелос, 1887—1893. — 24. — (Труды Одесской энтомологической комиссии).

Готтентотский клоп. — 1893. — 15 с
- Энтомологические исследования и экскурсии, произведенные в Бессарабской, Екатеринославской, Полтавской, Таврической и Херсонской [и др.] губерниях в 1887 г. — 1894 г. : Отчет обл. энтомолога П. А. Забаринского. 1-. — Одесса : «Славян. тип.» Н. Хрисогелос, 1887—1893. — 24. — (Труды Одесской энтомологической комиссии).

Отчет председателя Одесской энтомологической комиссии за 1893 г. — 1893. — [4], 24 с.
- Энтомологические исследования и экскурсии, произведенные в Бессарабской, Екатеринославской, Полтавской, Таврической и Херсонской [и др.] губерниях в 1887 г. — 1894 г. : Отчет обл. энтомолога П. А. Забаринского. 1-. — Одесса : «Славян. тип.» Н. Хрисогелос, 1887—1893. — 24. — (Труды Одесской энтомологической комиссии).

Отчет за 1894 г. — 1894. — 16 с.
- Обзор деятельности опытных полей Харьковского общества сельского хозяйства и сельскохозяйственной промышленности / [П. Забаринский]. — Харьков : Харьк. о-во сел. хоз-ва и с.-х. пром-сти, 1903. — [2], 6, 232, 31 с.;
- Люцерна : (Результаты опытов культуры ее на Полт. опыт. поле с 1885 г. по 1898 г. на основании изд. отчетов) / [П. Забаринский]. — Харьков : тип. И. М. Варшавчика, ценз. 1901. — 58 с.;
- Энтомологические исследования и экскурсии, произведенные в Бессарабской, Екатеринославской, Полтавской, Таврической и Херсонской [и др.] губерниях в 1887 г. — 1894 г. : Отчет обл. энтомолога П. А. Забаринского. 1-. — Одесса : «Славян. тип.» Н. Хрисогелос, 1887—1893. — 24. — (Труды Одесской энтомологической комиссии).
- Семена злаков : (Их значение в борьбе с климатом и их влияние на урожай) / [Соч.] П. Забаринского. — Одесса : тип. Л. Нитче, 1888. — 28 с.;
- О сахаре виноградной ягоды / [Соч.] П. Забаринского. — Одесса : тип. Л. Нитче, 1889. — 25 с.;
- Хлебная торговля Одессы с 1878 г. по 1892 г. / [Соч.] П. Забаринского. — Одесса : «Славян.» тип. Н. Хрисогелос, 1894. — [4], 134, 36, [28] с., 2 л. ил.;
- Дополнение к монографии N. Kleinenberg «Hydra». (Leipzig 1872) / [Соч.] П. Забаринского. — Одесса : тип. Г. Ульриха, 1879. — [2], 10 с., 2 л. ил.;
- Энтомологические исследования и экскурсии, произведенные в Бессарабской, Екатеринославской, Полтавской, Таврической и Херсонской [и др.] губерниях в 1887 г. — 1894 г. : Отчет обл. энтомолога П. А. Забаринского. 1-. — Одесса : «Славян. тип.» Н. Хрисогелос, 1887—1893. — 24. — (Труды Одесской энтомологической комиссии).

Отчет председателя Одесской энтомологической комиссии В. В. Якунина. — 1890. — 28 с.
- Проект организации опытной станции при Императорском Обществе сельского хозяйства Южной России / [Соч.] П. Забаринского. — Одесса : тип. Л. Нитче, 1890. — [4], 118, LIV с., 4 л. план.;
- О современном состоянии животноводства в Харьковской губернии / Х[арьк]. О. С[ел]. Х[оз-ва] и С.[-х.] П[ром-сти]. Обл. съезд по животноводству. — Харьков : типо-лит. И. М. Варшавчика, ценз. 1903. — 15 с.;
- Результаты посева яровой пшеницы «белоколоски» в Одесском уезде в 1889 г. / [П. Забаринский]. — [Одесса] : тип. Л. Нитче, ценз. 1889. — 6 с., 1 л. табл. ;
- Доклад П. А. Забаринского о мерах, могущих содействовать поднятию уровня земледельческой промышленности; Мнение М. В. Неручева о мерах, могущих содействовать поднятию уровня земледельческой промышленности. — [Одесса, 1896]. — 18 с. ;
- Билер К., Шнейдевинд В. Методы химического анализа, принятые на опытной сельскохозяйственной станции «Галлэ» / Пер. с нем. ред. «Записок Имп. О-ва сельск. хоз. ю. Р.» П. А. Забаринский и лаборант Химич. лабор. Новорос. ун-та А. А. Лебединцев; С предисл. проф. Меркера. — Одесса : «Славянская» тип. Н. Хрисогелос, 1895. — [2], II, IV, 99 с., 8 л. ил. : табл. ;